# Rodrigo Damián Acosta
Rodrigo Damián Acosta (Lomas de Zamora, Argentina, 5 de mayo de 1990) es un futbolista argentino. Juega de delantero y milita en Olimpo de Bahía Blanca de Argentina. Aunque se inició como mediocampista, a través del tiempo se convirtió a lo que es su posición actual.

## Estadísticas
Actualizado al último partido disputado el 3 de diciembre de 2023
| Club                        | Div.          | Temporada     | Liga  | Liga  | Copas nacionales | Copas nacionales | Copas internacionales | Copas internacionales | Total | Total |
| Club                        | Div.          | Temporada     | Part. | Goles | Part.            | Goles            | Part.                 | Goles                 | Part. | Goles |
| --------------------------- | ------------- | ------------- | ----- | ----- | ---------------- | ---------------- | --------------------- | --------------------- | ----- | ----- |
| Los Andes Argentina         | 2.ª           | 2008-11       | 33    | 0     | 1                | 0                | —                     | —                     | 34    | 0     |
| Los Andes Argentina         | Total club    | Total club    | 33    | 0     | 1                | 0                | 0                     | 0                     | 34    | 0     |
| Platense Argentina          | 2.ª           | 2012-13       | 21    | 2     | 3                | 1                | —                     | —                     | 24    | 3     |
| Platense Argentina          | Total club    | Total club    | 21    | 2     | 3                | 1                | 0                     | 0                     | 24    | 3     |
| Sacachispas Argentina       | 3.ª           | 2015-16       | 5     | 0     | 0                | 0                | —                     | —                     | 5     | 0     |
| Sacachispas Argentina       | 3.ª           | 2016-17       | 33    | 4     | 2                | 0                | —                     | —                     | 35    | 4     |
| Sacachispas Argentina       | 2.ª           | 2017-18       | 24    | 5     | 2                | 0                | —                     | —                     | 26    | 5     |
| Sacachispas Argentina       | 2.ª           | 2018-19       | 34    | 9     | —                | —                | —                     | —                     | 34    | 9     |
| Sacachispas Argentina       | Total club    | Total club    | 96    | 18    | 4                | 0                | 0                     | 0                     | 100   | 18    |
| Almirante Brown Argentina   | 2.ª           | 2019-20       | 13    | 1     | —                | —                | —                     | —                     | 13    | 1     |
| Almirante Brown Argentina   | Total club    | Total club    | 13    | 1     | 0                | 0                | 0                     | 0                     | 13    | 1     |
| Comunicaciones Argentina    | 3.ª           | 2021          | 34    | 14    | 1                | 0                | —                     | —                     | 35    | 14    |
| Comunicaciones Argentina    | Total club    | Total club    | 34    | 14    | 1                | 0                | 0                     | 0                     | 35    | 14    |
| Los Chankas · Perú          | 2.ª           | 2022          | 19    | 7     | —                | —                | —                     | —                     | 19    | 7     |
| Los Chankas · Perú          | Total club    | Total club    | 19    | 7     | 0                | 0                | 0                     | 0                     | 19    | 7     |
| Racing de Córdoba Argentina | 2.ª           | 2022          | 6     | 4     | —                | —                | —                     | —                     | 6     | 4     |
| Racing de Córdoba Argentina | 2.ª           | 2023          | 9     | 0     | 1                | 0                | —                     | —                     | 10    | 0     |
| Racing de Córdoba Argentina | Total club    | Total club    | 15    | 4     | 1                | 0                | 0                     | 0                     | 16    | 4     |
| Juventud · Uruguay          | 1.ª           | 2023          | 12    | 2     | —                | —                | —                     | —                     | 12    | 2     |
| Juventud · Uruguay          | Total club    | Total club    | 12    | 2     | 0                | 0                | 0                     | 0                     | 12    | 2     |
| Olimpo Argentina            | 3.ª           | 2024          | 30    | 10    | 1                | 0                | —                     | —                     | 31    | 10    |
| Olimpo Argentina            | Total club    | Total club    | 30    | 10    | 1                | 0                | 0                     | 0                     | 31    | 10    |
| Total carrera               | Total carrera | Total carrera | 273   | 44    | 11               | 1                | 0                     | 0                     | 284   | 45    |

## Palmarés

### Campeonatos nacionales
| Título    | Equipo      | País      | Año     |
| --------- | ----------- | --------- | ------- |
| Primera C | Sacachispas | Argentina | 2016-17 |